# Kristin Davis
Kristin Landen Davis (født 23. februar 1965 i Boulder, Colorado) er en amerikansk Golden Globe og Emmy-nomineret skuespiller, producer og filantrop, bedst kendt for sin rolle som Charlotte York i tv-serien Sex and the City og de efterfølgende to spillefilm. Hun har arbejdet med flygtningehjælp i samarbejde med Oxfam og FN. Hun er mor til to adopterede børn.

## Karriere
Mellem 1998-2004 var hun aktuel i komedieserien Sex and the City på HBO, hvilket blev hendes internationale gennembrud. Davis spiller kunst-kuratoren Charlotte York. For seriens sjette og afsluttende sæson modtog hun både en Golden Globe og Emmy nominering for hendes skuespilspræstation. Hun genopførte rollen i biograf-filmene Sex and the City og Sex and the City 2, der begge var publikumssucceser i Danmark.
Hun har haft gæsteroller i flere komedie-serier, heriblandt Seinfeld, Will & Grace, samt den syvende sæson af Friends. Hendes filmografi inkluderer Journey to the Mysterious Island (2012) overfor Dwayne 'The Rock' Johnson, Parterapi i Paradis (2009) overfor Vince Vaughn, The Shaggy Dog (2006) overfor Tim Allen og julekomedien Deck the Halls (2006) overfor Danny DeVito og Matthew Broderick.
I 2015 var hun aktuel som producer på dokumentar-filmen Gardeners of Eden, der omhandler den ulovlige handel med elfenben og truende fare for udrydelse af elefanter. I 2019 var hun var hun krediteret som skuespiller og producer på Netflixs julefilm Holiday in the Wild, optaget delvis i Zambia og Sydafrika.

## Filantropi
Davis har været aktiv med velgørenhedsarbejde. Hun har arbejdet med organisationen Oxfam, hvor hun hjalp med at skabe opmærksomhed omkring Dadaab flygtningelejren i Kenya der blev udsat for masseødelæggelser som følge af tørke i området. I 2014 indledte hun et samarbejde med FN's Flygtningehøjkommissariat og blev nævnt Goodwill Ambassadør for organisationen i 2017. Hun har samarbejdet med elefant-organisationen The David Sheldrick Wildlife Trust siden 2009.

## Privat
Davis er mor til to børn, som hun begge har adopteret alene.